# Rome City
Rome City és una població dels Estats Units a l'estat d'Indiana. Segons el cens del 2000 tenia 1.615 habitants.

## Demografia
Segons el cens del 2000, Rome City tenia 1.615 habitants, 629 habitatges, i 489 famílies. La densitat de població era de 524 habitants/km².
Dels 629 habitatges en un 33,7% hi vivien nens de menys de 18 anys, en un 62,6% hi vivien parelles casades, en un 11% dones solteres, i en un 22,1% no eren unitats familiars. En el 19,2% dels habitatges hi vivien persones soles el 7,6% de les quals corresponia a persones de 65 anys o més que vivien soles. El nombre mitjà de persones vivint en cada habitatge era de 2,57 i el nombre mitjà de persones que vivien en cada família era de 2,9.
Per edats la població es repartia de la següent manera: un 25,1% tenia menys de 18 anys, un 7% entre 18 i 24, un 29,1% entre 25 i 44, un 26,8% de 45 a 60 i un 12% 65 anys o més.
L'edat mediana era de 38 anys. Per cada 100 dones de 18 o més anys hi havia 102,3 homes.
La renda mediana per habitatge era de 41.118 $ i la renda mediana per família de 46.591 $. Els homes tenien una renda mediana de 33.239 $ mentre que les dones 21.630 $. La renda per capita de la població era de 19.612 $. Entorn del 7,7% de les famílies i el 9,3% de la població estaven per davall del llindar de pobresa.

## Poblacions més properes
El següent diagrama mostra les poblacions més properes.